# Ranitomeya summersi
Ranitomeya summersi är en groddjursart som beskrevs av Brown, Twomey, Pepper och Sanchez-Rodriguez 2008. Ranitomeya summersi ingår i släktet Ranitomeya och familjen pilgiftsgrodor. IUCN kategoriserar arten globalt som starkt hotad. Inga underarter finns listade i Catalogue of Life.